# .bz

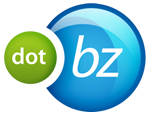
.bz

.bz為伯利茲國家及地區頂級域（ccTLD）的域名，於1991年9月3日啟用，它由伯利兹大学負責管理。意大利的许多网站也使用这个域名，因为bz是意大利南蒂罗尔省省会博尔扎诺的缩写。开源游戏BZFlag的服务器也使用.bz這個域名。

## 外部連結
- IANA .bz whois information（页面存档备份，存于）
- ICANN advisory about lawsuit（页面存档备份，存于）
- South Tyrol's Youth Hostels with the domain .bz